# Fredrik Lindson
Fredrik Lindson, även känd som Liston, född 26 februari 1973, är en svensk musiker och kompositör från Göteborg. Lindson är medlem och grundare av popduon The Embassy tillsammans med Torbjörn Håkansson.
Innan Embassy spelade Lindson gitarr i indiepopbandet Easy under åren 1995–2000.
Lindson har medverkat som musiker på albumen The Tough Alliance - A New Chance, Nordpolen - På Nordpolen,JJ -  jj n° 3, Björn Olssons Krabba och Broder Daniels "Shoreline".
2009 släppte han och Dan Lissvik mini-LP:n What Else? under namnet The Crêpes.
1994 bildade Lindson tillsammans med Jerker Virdborg bandet Polio som, influerade av Sarah Records och Ratata,  spelade in och släppte ett par demos. Bandet upplöstes 1996.